# Federação Angolana de Voleibol
A Federação Angolana de Voleibol  (FAV) é  uma organização fundada em 1978 que governa a prática de voleibol em Angola, sendo membro da Federação Internacional de Voleibol e da Confederação Africana de Voleibol, a entidade é responsável por  organizar  os campeonatos nacionais de  voleibol masculino e feminino no país.